# Mohammed Al Shamisi
Mohammed Al Shamisi (* 1. August 1988 in al-’Ain, Abu Dhabi) ist ein Eishockeyspieler aus den Vereinigten Arabischen Emiraten. Er spielt seit 2009 bei den al-’Ain Theebs aus der Emirates Ice Hockey League.

## Karriere
Auf Vereinsebene tritt Mohammed Al Shamisi für die al-’Ain Theebs aus der Emirates Ice Hockey League an, mit denen er die Liga 2020 und 2022 gewinnen konnte.

### International
Al Shamisi nahm für die Eishockeynationalmannschaft der Vereinigten Arabischen Emirate an den Qualifikationsturnieren für die Weltmeisterschaften der Division III 2013, 2018 und 2019 sowie den Weltmeisterschaften der Division III 2010, 2013, 2014 und 2022 teil. Darüber hinaus stand er im Aufgebot seines Landes bei den Winter-Asienspielen 2011 und 2017 sowie in den Jahren 2010, 2011, 2012, 2013, 2014, 2016 und 2017 beim IIHF Challenge Cup of Asia. Diesen Wettbewerb konnte er 2012 und 2017 mit seinem Team gewinnen. In den Jahren 2010, 2011, 2014 und 2016 gewann er jeweils die Silbermedaille.

## Erfolge und Auszeichnungen
- 2020 Meister der Vereinigten Arabischen Emirate mit den al-’Ain Theebs
- 2022 Meister der Vereinigten Arabischen Emirate mit den al-’Ain Theebs

### International
| - 2010 Silbermedaille beim IIHF Challenge Cup of Asia - 2011 Silbermedaille beim IIHF Challenge Cup of Asia - 2012 Goldmedaille beim IIHF Challenge Cup of Asia - 2013 Qualifikation für die Division III bei der Qualifikation zur Weltmeisterschaft der Division III - 2014 Silbermedaille beim IIHF Challenge Cup of Asia | - 2016 Silbermedaille beim IIHF Challenge Cup of Asia - 2017 Goldmedaille beim IIHF Challenge Cup of Asia - 2019 Qualifikation für die Division III bei der Qualifikation zur Weltmeisterschaft der Division III - 2022 Aufstieg in die Division II, Gruppe B, bei der Weltmeisterschaft der Division III, Gruppe A |